# Стів Лонгворт
Сті́в Ло́нгворт (англ. Steve Longworth, 27 червня 1948 — 9 жовтня 2021) — англійський колишній професіональний гравець у снукер.

## Кар'єра
У 1984 році став переможцем Чемпіонату Англії зі снукеру серед аматорів, після чого перейшов у професіонали.
За свою професійну кар'єру Лонгворт не виграв жодного турніру. Попри це, він дуже часто грав у фінальних стадіях різних рейтингових змагань і три сезони поспіль був в топ-32 світового рейтингу, з найвищою позицією в сезоні 1988/89 (№ 30). Стів Лонгворт двічі виступав в основній стадії чемпіонату світу (у 1987 і 1988 роках), і найкращим його досягненням на цьому турнірі стала 1/8 фіналу у 1987-му — тоді Стів в 1/16-й переміг Кірка Стівенса з рахунком 10:4, а потім поступився Стівену Хендрі 7:13.